# キム・ダービー
キム・ダービー（Kim Darby,  1947年7月8日 - ）は、アメリカ合衆国の女優である。

## 来歴
1947年、カリフォルニア州ロサンゼルス生まれ。父親のアイダがプロのダンサーであったことから、幼い頃から父親にダンスを習い、15歳の時の1963年にミュージカル映画『バイ・バイ・バーディー』で映画デビューを果たした。その後、『ガンスモーク』や『ドクター・キルデア』、『イレブンス・アワー』などのテレビシリーズへ立て続けに出演し、キャリアを重ねた。1969年にジョン・ウェインと共演した『勇気ある追跡』で父親を殺された少女マティ・ロスを演じて一躍注目されるようになる。同作品での演技が評価され、1970年には英国映画テレビ芸術アカデミーへもノミネートされた。
1973年にはホラー映画『地下室の魔物』へ主演。同作品はテレビ映画ながらも不気味な演出と後味の悪さから日本でもテレビ放映、後にDVD発売された。1980年代に入ると、女優としての経験を踏まえて演劇の講師としてカリフォルニア大学ロサンゼルス校などで教鞭に立ちはじめた。しかし、女優活動も並行して続けテレビシリーズ『Xファイル』やホラー映画のシリーズ『ハロウィン6 最後の戦い』へ出演し、現在も精力的に女優活動を続けている。

### 私生活
これまで4度の結婚歴があり、最初の夫は『サヨナラ』などへも出演したことがある俳優のジェームズ・ステイシーだったが、結婚した1968年の翌年に離婚。二人の間には1人の子供がいる。1970年には同じく俳優のジェームズ・ウェストモアランドと再婚するも、こちらはその年に離婚している。

## 出演作品

### 映画
- バイ・バイ・バーディー Bye Bye Birdie (1963)
- 帰郷 Bus Riley's Back in Town (1965)
- The Restless Ones (1965)
- 0011ナポレオン・ソロ/ミニコプター作戦 The Karate Killers (1967)
- Flesh and Blood (1968)
- 勇気ある追跡 True Grit (1969)
- ゼネレーション Generation (1969)
- いちご白書 The Strawberry Statement (1970)
- Norwood (1970)
- 朝焼けの空 Red Sky at Morning (1971)
- 傷だらけの挽歌 The Grissom Gang (1971)
- 不思議な村 The People (1972) ※テレビ映画
- 地下室の魔物 Don't Be Afraid of the Dark (1973) ※テレビ映画
- The Story of Pretty Boy Floyd (1974) ※テレビ映画
- 真説西部英雄伝　This Is the West That Was (1974) ※テレビ映画　NHK で放送　カラミティー・ジェーン 役
- ワン・アンド・オンリー The One and Only (1978)
- トラック・ギャルズ/爆走!18輪の怪物マシン Flatbed Annie & Sweetiepie: Lady Truckers (1979) ※テレビ映画
- 原爆投下機 B-29 エノラ・ゲイ ―一九四五・八・六・ヒロシマ―（英語版） Enola Gay: The Men, the Mission, the Atomic Bomb (1980)
- グリズリー・アダムズ物語 The Capture of Grizzly Adams (1982) ※テレビ映画
- Close Ties (1983) ※テレビ映画
- サマー・ガール Summer Girl (1983) ※テレビ映画
- First Steps (1985)
- Embassy (1985) ※テレビ映画
- ティーン・ウルフ2/ぼくのいとこも狼だった Teen Wolf Too (1987)
- ジャン＝マイケル・ビンセントの死の接吻 Deadly Embrace (1989) ※ノークレジット
- ハロウィン6 最後の戦い Halloween: The Curse of Michael Myers (1995)
- The Last Best Sunday (1999)
- ニュース・ブレイカー NewsBreak (2000)
- Mockingbird Don't Sing (2001)
- You Are So Going to Hell! (2004)
- The Storyteller (2005)
- Cold Ones (2007)

### テレビドラマ
- ミスター・ノヴァク Mr. Novak (1963, 1965)
- ミネソタの娘 The Farmer's Daughter (1964)
- イレブンス・アワー The Eleventh Hour (1964)
- ドクター・キルデア Dr. Kildare (1964)
- 幌馬車隊 Wagon Train (1964)
- 逃亡者 The Fugitive (1965, 1966)
- ベン・ケーシー Ben Casey (1966)
- スタートレック Star Trek (1966) 「400才の少女」
- Run for Your Life (1966, 1968)
- The Road West (1967)
- 0011ナポレオン・ソロ The Man from U.N.C.L.E. (1967)
- ガンスモーク Gunsmoke (1967)
- 弁護士ジャッド Judd for the Defense (1967) 「うずまく動機」
- ボナンザ Bonanza (1967)
- サンフランシスコ捜査線 The Streets of San Francisco (1972)
- クール・ミリオン Cool Million (1972)
- Ghost Story (1973)
- 鬼警部アイアンサイド Ironside (1973)
- ラブ・ストーリー Love Story (1973)
- ドクター・ウェルビー Marcus Welby, M.D. (1974)
- Owen Marshall, Counselor at Law (1974)
- 警察物語 Police Story (1974)
- 弁護士ペトロチェリー Petrocelli (1965)
- アーチャー Archer (1975)
- スリラー Thriller (1975)
- The Wide World of Mystery (1975)
- 刑事バレッタ Baretta (1975)
- Rich Man, Poor Man (1976)
- The Oregon Trail (1977)
- ラブ・ボート The Love Boat (1979, 1982)
- ファンタジー・アイランド Fantasy Island (1982)
- Dr.トラッパー/サンフランシスコ病院物語 Trapper John, M.D. (1983, 1984)
- The Mississippi (1984)
- ジェシカおばさんの事件簿 Murder, She Wrote (1984, 1995)
- The Facts of Life (1984)
- The Fisher Family (1985)
- スケアクロウとキング夫人 Scarecrow and Mrs. King (1985)
- リップタイド探偵24時 Riptide (1986)
- 私立探偵ハリー Crazy Like a Fox (1986)
- ABC Weekend Specials (1995)
- プロファイラー/犯罪心理分析官 Profiler (1996)
- Becker (1999)
- Xファイル X-File (2000)
- Dark Realm (2001)
- For the People (2002)
- パーセプション 天才教授の推理ノート Perception (2014)

## 参照
1. 1 2 3 4  “Kim Darby Biography”. 2014年8月10日閲覧。
2. ↑  https://www.imdb.com/name/nm0200981/awards/?ref_=nm_awd